# Марьтьян (река)
Марьтьян (также Мартьян) — река в Свердловской области, приток Шайтанки (притока Межевой Утки). Исток примерно в 1,5 км севернее посёлка Уралец городского округа Нижний Тагил. Основное направление течения — на юг и юго-запад. Течёт по лесной местности, протекает через посёлок Уралец. На реке — несколько прудов. Нижнее течение и устье — на территории Горноуральского городского округа. Впадает в Шайтанку справа, в 8 км от её устья, возле упразднённой деревни Метелев Лог. Длина реки 17 км.

## Данные водного реестра
По данным государственного водного реестра России, река Марьтьян относится к Камскому бассейновому округу, речной бассейн — Кама, подбассейн — Кама до Куйбышевского водохранилища (без бассейнов рек Белой и Вятки), водохозяйственный участок — Чусовая от города Ревды до в/п посёлка Кын.
Коды объекта в государственном водном реестре — 10010100612111100010706 (под названием Марьтьян) и 10010100612199000000800 (под названием Мартьян).